# Willkommen im Paradies (1995)
Willkommen im Paradies (The Women of Spring Break) ist eine TV-Komödie des US-amerikanischen Regisseurs Bill L. Norton aus dem Jahr 1995.

## Handlung
Anne, Claire und Denise sind „beste Freundinnen“. Seit über 20 Jahren haben sie den Kontakt zueinander erhalten, wenn auch nur über das Telefon und seltenes Treffen und jede von ihnen ist ihren eigenen Weg gegangen. Allen dreien gemeinsam ist es der Wunsch, aus ihrer jetzigen Welt auszubrechen … zumindest für kurze Zeit. Sie beschließen, gemeinsam in den Urlaub an den Ort zu fahren, in dem sie vor 20 Jahren die Zeit ihres Lebens verbracht haben – Paradise-Beach. Sie steigen in einem heruntergekommenen Motel am Strand ab, in dem es von jungen Studenten nur so wimmelt. Anne wird von dem jungen und besonders gutaussehenden George Peck umworben, der durch seine reife Ausstrahlung aus der Masse der meist jugendlichen Bewerber heraussticht. Die erfolgreiche Werbemanagerin Claire hat sich den ehemaligen Olympiateilnehmer Jean-Luc Perron geangelt, der als Pressesprecher für die meisten ihrer wichtigsten Kunden arbeitet und nichts schöner findet als das Geschäft mit dem Vergnügen zu verbinden. Denise, die gerade frisch geschieden ist und von Selbstzweifeln geplagt wird, begegnet am Strand zufällig einem ehemaligen Freund. Alles läuft wie geschmiert, bis die Meinungsverschiedenheiten auftreten. Am Ende geht jedoch alles gut aus.